# Server di scacchi
Un server di scacchi è un server che permette a un utente o a un client di collegarsi per giocare una partita a scacchi con un altro utente. È possibile interagire con una scacchiera virtuale attraverso un'interfaccia grafica, un software, un'applicazione mobile, o un sito web messo a disposizione dal server stesso. I server possono essere completamente gratuiti, a pagamento, o freemium.

## Storia

### La nascita di Internet Chess Server e i suoi emuli
Sebbene fosse già esistente negli anni ottanta a livello universitario e amatoriale, il 15 gennaio del 1992 nacque ufficialmente il primo server dedicato agli scacchi: Internet Chess Server (ICS), il quale dava per la prima volta la possibilità a un utente dotato di connessione a internet di giocare con un utente collegato da qualsiasi parte del mondo. Il protocollo di rete utilizzato era simile a telnet, mentre il server di ICS venne ospitato nei primi tempi dall'Università dello Utah.
A partire dal 1995 i suoi fondatori trasformarono ICS in un sito a pagamento. Fu così lanciato Internet Chess Club (ICC), una svolta che diede vita a Free Internet Chess Server (FICS), progetto nato nello stesso anno per iniziativa di alcuni programmatori guidati da Chris Petroff, che si erano sganciati da ICC. I volontari di (FICS) dissentivano dall'idea del progetto commerciale e fondarono il loro server con lo scopo di mantenere il progetto gratuito e aperto a tutti. Nel 1993 venne fondato il server a pagamento Chess.net per iniziativa di John Fanning, zio del futuro fondatore di Napster Shawn Fanning, con l'intenzione di fare concorrenza a ICS.

### La diffusione di massa

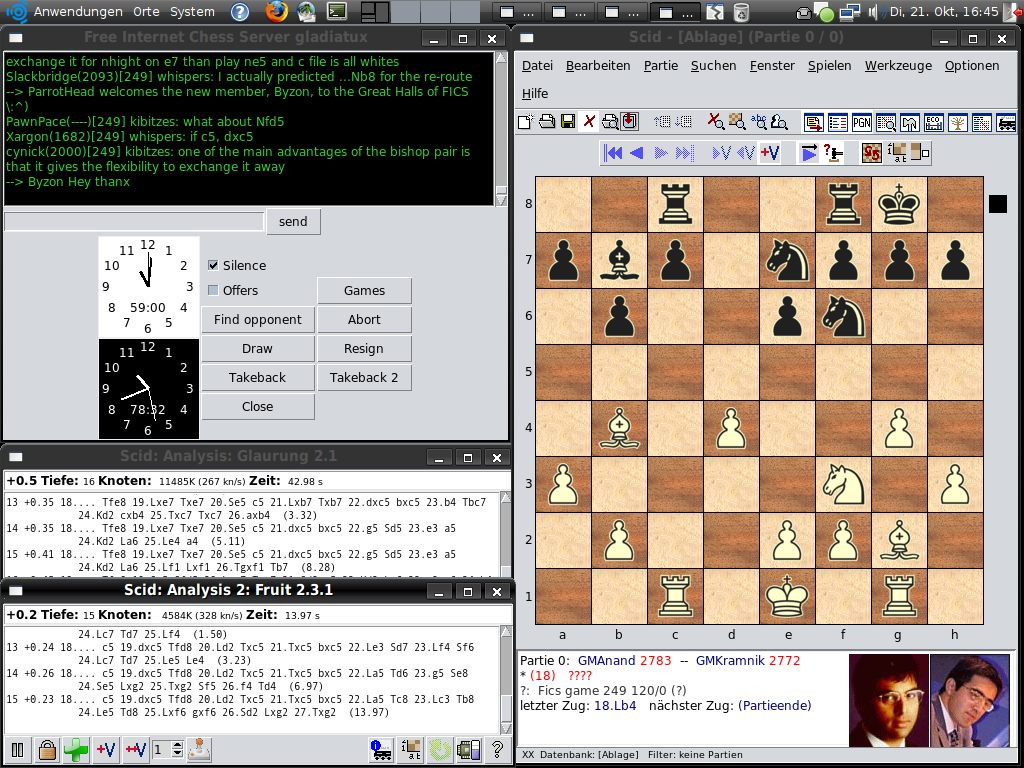
Un'immagine del server FICS sul programma scid che mostra in tempo reale le mosse del match mondiale tra Vladimir Kramnik e Viswanathan Anand del 2008.

Dagli anni duemila sono stati fondati diversi server scacchistici commerciali, gratuiti, open source oppure a pagamento che spesso hanno superato per popolarità e per utenza le piattaforme create in precedenza. Inoltre hanno potuto usufruire, rispetto ai loro predecessori, di tecnologie più moderne e user-friendly. È del 1998 la fondazione di Yahoo! Games, che tra i tanti giochi online prevedeva anche quello degli scacchi, una delle sezioni più frequentate del portale. Il 17 settembre 2001 fu fondato il server a pagamento Playchess di proprietà della società tedesca Chessbase, già impegnata nel mondo scacchistico con numerosi progetti (dallo sviluppo del software Fritz ai database scacchistici). Sempre del 2001 è la fondazione di Gameknot server dedicato soprattutto al gioco per corrispondenza. Nel 2007 fu fondato invece Chess.com, che ancora oggi è uno dei siti di scacchi più frequentati al mondo.
L'avvento della banda larga e la sua diffusione di massa hanno accresciuto sempre di più l'importanza del gioco online nel movimento scacchistico, costituendo per molti versi una sorta di club di scacchi virtuale, che ha messo in crisi la tradizionale frequenza del circolo di scacchi, soprattutto fra le generazioni più giovani. Oltre alla mera componente ludica, i server di scacchi hanno contribuito, insieme allo sviluppo del web, ai software scacchistici e ai motori scacchistici, alla preparazione sia dei professionisti che dei giocatori da torneo.

### Una generazione di campioni si forma sui server di scacchi
La generazione di Grandi Maestri rappresentata dal Campione del Mondo Magnus Carlsen è stata la prima ad aver potuto contare su internet e software per la loro preparazione. Se fino agli anni novanta il commento di una partita di alto livello e l'aggiornamento sulle aperture era demandato alle riviste specializzate, all'Informatore Scacchistico e all'enciclopedia delle aperture, in seguito i server scacchistici hanno messo a disposizione degli utenti le partite dei tornei in tempo reale, database di partite da consultare e l'analisi dei motori. Una rivoluzione che ha permesso non solo ai giocatori di livello magistrale, ma anche allo scacchista dilettante di comprendere le partite giocate ad alto livello.

### La svolta degli anni dieci e la pandemia di COVID-19
Nonostante l'interesse per gli scacchi online sia stato sempre alto a tutti i livelli e i server siano stati da sempre frequentati anche dai Grandi Maestri sono stati gli anni dieci a dare una vera svolta al rapporto tra server e movimento scacchistico. Nel 2009 il GM statunitense Hikaru Nakamura pubblicò un libro sul bullet, una variante iperveloce degli scacchi molto praticata sui server e che lo ha reso celebre come uno degli scacchisti più competitivi nel gioco veloce. Nel 2014 la FIDE ha creato un proprio server ufficiale per gli scacchi online, la FIDE Online Arena, con il quale organizzerà l'anno successivo un torneo blitz per gli Under 20 e per le categorie inferiori a Maestro Internazionale. Inoltre istituì dei titoli scacchistici legati al gioco online.
Nel 2020 l'avvento della pandemia di COVID-19 costrinse le federazioni scacchistiche ad assegnare i campionati nazionali attraverso il gioco online, come nel caso del campionato statunitense, mentre nell'agosto dello stesso anno la FIDE organizzava per la prima volta nella sua storia le Olimpiadi degli scacchi online su Chess.com. Un ulteriore contributo all'ingresso del professionismo nel gioco online venne dato dall'allora campione del mondo Magnus Carlsen che nel 2020 organizzò il Magnus Carlsen Invitational, un torneo a inviti tenutosi sulla piattaforma chess24.com, che metteva in palio un montepremi paragonabile ai grandi tornei internazionali in presenza.
Nel 2021 la FIDE fece un ulteriore passo avanti approvando un nuovo regolamento per le competizioni online, che oltre a regolamentare i tornei online tenuti sotto l'egida della Federazione Internazionale, regolamentava anche i cosiddetti tornei "ibridi", ovvero tornei disputati tra giocatori in presenza e giocatori collegati attraverso un server. I tornei "ibridi" sono validi anche per il rating ufficiale.

## Funzionalità
I server emulano tutti gli aspetti della partita a scacchi. La forza del giocatore viene misurata attraverso un punteggio che ricorda il sistema Elo, è possibile organizzare tornei, sfidare conoscenti oppure essere abbinati ad utenti casuali impostando numerose preferenze di gioco. Le modalità più diffuse sono quelle veloci, rapid o lampo, tuttavia uno dei motivi della diffusione del gioco sui server è la possibilità di giocare diverse varianti del gioco, spesso più leggere e divertenti degli scacchi classici.

### Bullet
Una delle varianti del gioco più diffuse sui server di scacchi online è quella del bullet. Questa variante prevede cadenze di gioco inferiori ai tre minuti, che spesso vedono lunghi match tra Grandi Maestri come Hikaru Nakamura, Magnus Carlsen, Alireza Firouzja, Nihal Sarin, Alexander Grischuk.

### Motori scacchistici
Alcuni server mettono a disposizione motori scacchistici con i quali è possibile giocare o analizzare le partite giocate. Uno dei più diffusi è Stockfish.

### Scacchi960
Inventata da Bobby Fischer e sempre più apprezzata anche a tavolino, una delle varianti che è possibile giocare sui server è quella degli scacchi960, nei quali i pezzi vengono disposti nella configurazione iniziale in modo diverso dagli scacchi classici, ma pur sempre sulla prima traversa.

### Altre varianti
I server danno la possibilità di praticare alcune varianti eterodosse del gioco come antichess, bughouse (in italiano quadriglia) ed altre che non sempre è possibile praticare agevolmente a tavolino.

## Server conosciuti

### Attivi
- Chess.com
- Chess24
- FIDE online arena
- FICGS
- Free Internet Chess Server (FICS)
- Gameknot
- Infinity Chess
- Internet Chess Club (ICC)
- KasparovChess
- Lichess
- Playchess.com
- SchemingMind

### Chiusi
- Internet Chess Server (ICS)
- World Chess Network
- Yahoo! Games